# Drepanosticta watuwilensis
Drepanosticta watuwilensis är en trollsländeart som beskrevs av Van Tol 2007. Drepanosticta watuwilensis ingår i släktet Drepanosticta och familjen Platystictidae. Inga underarter finns listade i Catalogue of Life.